# Familia Șoldan
Familia Șoldan (scris și Söldán, Soldan) a fost o veche familie nobiliară din Moldova. Fiind unul dintre cele mai de seamă neamuri boierești moldovene dintre secolele al XV-lea și al XVIII-lea, membrii familiei au ocupat dregătorii importante din cadrul cancelariilor domnești.

## Originile
Prima atestare precisă a familiei în documente românești este din 22 septembrie 1411, când fii lui Șoldan cel Bătrân primesc de la domnitorul Moldovei importante domenii feudale pe valea Șomuzului. Astfel, Alexandru cel Bun dăruiește lui Petru Șoldan, soției sale, fiica boierului Ghiulea Capitaneus, și fratelui său Miclaus (Nicolae) satele tătărești de robi de la Tamârtășăuți pe Șomuz. Moșia își schimbă numele după cel al proprietarilor, astfel luând naștere localitatea Șoldănești. Totodată, Petru și Miclaus Șoldan devin primii proprietari de robi din Moldova și Țara Românească, urmând ca, în următorii ani, domnitorii moldoveni să le ofere numeroase alte privilegii și moșii, precum cele de la Movila Găunoasă și Vadul Moldovei. De-a lungul secolelor, Șoldăneștii își extind stăpânirea asupra unei vaste rețele de moșii din ținuturile Neamțului, Sucevei, Botoșanilor și în Basarabia. Începând, așadar, cu sfârșitul secolului al XIV-lea și până la mijlocul secolului al XVIII-lea, familia Șoldan a avut o ascensiune fulminantă în politica moldovenească.
Nicolae Iorga, precum și alți istorici, consideră că familia Șoldan a fost la origini o familie de nobili maghiari sosiți în Moldova odată cu descălecatul primului domnitor al Moldovei, Bogdan I, ulterior românizâdu-și numele. De asemenea, argumentele istoricilor Radu Rosetti și Gheorghe Ghibănescu cu privire la această teorie sunt legate de utilizarea numelui de familie înaintea prenumelui în hrisovul din anul 1411, o practică întâlnită la acea vreme doar în documentele ungurești. În plus, numele fratelui lui Petru, Miclaus, ar veni din forma maghiară a numelui Nicolae, Miklós. Rosetti este așadar convins că Șoldăneștii au fost astfel nobili maghiari care au descălecat în Moldova din Maramureș odată cu Bogdan Întemeietorul. Însă familii nobiliare cu numele Soldan sunt documentate atât în regiuni din Prusia, cât și din Suedia, astfel încât este posibilă și originea germană a familiei, care a fost, pe rând, maghiarizată în Maramureș, iar apoi românizată în Moldova. 
Sigiliul familiei este reprezentat în hrisoave de un leu.

## Apogeul și alianțele de familie
De-a lungul a patru secole, familia Șoldan a fost unul dintre cele mai puternice neamuri boierești din Moldova. Membri marcanți ai familiei sunt Pătrașco Șoldan, Mare Logofăt al Moldovei, Dumitrașco Șoldan, Mare Vornic al Moldovei, sau Vasile Șoldan, vistiernic al Moldovei. Prin alianțe matrimoniale, Șoldăneștii s-au înrudit cu familiile domnitoare ale Moldovei precum Racoviță, Lupu, Cantacuzino și Movilă.
Dumitru Șoldan a fost Vornic în vremea lui Petru Rareș, fiind unul dintre cei mai de nădejde boieri ai domnitorului. Dovadă este sprijinul pe care Dumitru Șoldan i l-a dat în ctitorirea mănăstirii Probota, necropola domnească a lui Petru Rareș, plătind pentru acoperirea clisarniței și ridicarea unui turn al mănăstirii în anul 1530, fapt consemnat în actul închinării mănăstirii.
Pătrașco Șoldan, Mare Logofăt (cancelar) al Moldovei între 1603 și 1610, a fost cel mai probabil fiul Vornicului Dumitru Șoldan și a fost căsătorit cu Antimia, înrudită cu nobilul grec Gheorghe Izlozeanul Kataratos. Aceștia au avut împreună opt copii: Anghelina, Teofana (căsătorită în familia princiară Racoviță), Dumitrașco, Toderașco, Candachia, Tudosia (căsătorită cu pârcălabul de Soroca), Catrina (căsătorită cu Marele Vistiernic Iordache Cantacuzino) și Todoșca. Numit Mare Logofăt de către domnitorul Ieremia Movilă, după moartea sa Pătrașco sprijină venirea pe tron a fiului acestuia, Constantin Movilă, în ciuda vârstei foarte fragede, ales domn de către boierii moldoveni la indemnul Marelui Logofăt.
Dumitrașco Șoldan, fiul lui Pătrașco, a ocupat, pe rând, printre cele mai importante funcții ale statului medieval moldovenesc: a fost numit Stolnic între 1626-1631, Mare Stolnic din 1632, Mare Spătar între 1631-1636, Mare Vornic în Țara de Jos între 1636-1641 și Mare Vistiernic din 1642 până la moartea sa. Acesta a sporit și mai mult prestigiul familiei sale prin căsătoria cu cneaghina (prințesa) Safta Caraiman, a cărei mamă a fost strănepoata pe linie directă a domnitorului Ștefan cel Mare. Împreună au avut trei copii: Alexandra, Tofana și Ștefan, cel din urmă Vornic în timpul domnitorului Vasile Lupu. Pe când era Mare Vornic, Dumitrașco Șoldan dăruiește lui Vasile Lupu câteva moșii din ținutul Sucevei pentru ca domnitorul să poată întreține Colegiul de la Trei Ierarhi din Iași, contribuind astfel la dezvoltarea primei academii domnești din Moldova. De asemenea, împreună cu cheaghina Safta, a ridicat zidurile de apărare ale mănăstirii Bisericani în anul 1631, iar în 1642 au renovat mănăstirea Pângărați din județul Neamț, ctitorind, totodată, chisarnița și turnul clopotniță al mănăstirii. După moartea lor, au fost înmormântați în biserica de pe domeniul din Șoldănești.
Dumitrașco Șoldan a fost, de asemenea, și cel mai de încredere diplomat al lui Vasile Lupu și unul dintre principalii săi comandanți militari. În 1637, Vasile Lupu invadează Muntenia, pe motiv că Matei Basarab refuzase să plătească jumătate din suma cheltuită pentru uciderea grecului Kurt Celebi, care contribuia decisiv la numirile domnitorilor din țările române. Ajutat de oștirile lui Gheorghe I Rákóczi, principele Transilvaniei, care îl sprijinea pe Ion Movilă pentru tronul Moldovei, Basarab reușește să respingă atacul domnitorului moldovean. Văzând alianța dintre principele transilvănean și domnul muntean, Vasile Lupu se teme de o incursiune a maghiarilor dinspre vest, astfel că, în același an, Dumitrașco Șoldan este trimis cu câteva mii de oșteni să păzească hotarul dinspre Ungaria, fiind numit apărătorul cetății Oituz, de o valoare strategică deosebită. Rákóczi renunță, însă, la planurile de atac și, un an mai târziu, cere pace între el și domnitorii celor două țări române. Vornicul Dumitrașco Șoldan a fost trimis ca principalul negociator al păcii, „sol mare cu învățătură și putere deplină” pentru a încheia, de asemenea, o alianță militară cu principele Gheorghe I Rákóczi. Dumitrașco Șoldan cere termeni considerați extrem de duri de către Matei Basarab, în special din cauza celor 15.000 de taleri ce trebuiau plătiți pentru uciderea lui Kurt Celebi. Domnitorul muntean refuză, însă Vornicul Șoldan negociază o pace acceptată de Rákóczi prin care Moldova și Transilvania se vor ajuta reciproc în caz de năvăliri străine în țările lor.
Toderașcu Șoldan (1600-1642), fratele lui Dumitrașco, a devenit Logofăt în Divanul Moldovei în 1635, iar ulterior a fost numit Vornic de Botoșani între 1639-1642, fiind, după Iorga, primul boier cu acest titlu.
Candachia Șoldan a fost soția comandantului oștirilor moldovene, Costea Bucioc, care a luptat alături de polonezi împotriva stăpânirii otomane și, luat ostatic în urmă bătăliei de la Țuțora, a fost tras în țeapă în 1620. Fiica acestora, Tudoșca Costea Șoldan, a fost cea dintâi soție a domnitorului Vasile Lupu. La rândul lor, Vasile Lupu și Tudoșca Costea Șoldan au avut o fiică, Maria, căsătorită cu principele polonez Janus Radziwiłł, Prinț al Imperiului German și Duce de Birza și de Dubinschi. Cea de-a doua fiică a Tudoșcăi, Ruxandra, a fost mama Catrinei, soția lui Iordache Cantacuzino și mama lui Toderașco Cantacuzino, Mare Vistiernic al Moldovei.

## Declinul
În Descriptio Moldavie, Dimitrie Cantemir enumeră cele șaptezeci și cinci de familii nobiliare care alcătuiau clasa stăpânitoare a Moldovei, printre ele aflându-se și Șoldăneștii. Într-adevăr, la sfârșitul secolului al XVII-lea și începutul secolului al XVIII-lea, membrii familiei Șoldan ocupau încă poziții înalte în guvernarea țării: Toderașcu Șoldan, vornicul Botoșaniului; Ștefan Șoldan, vistiernic; Simion Șoldan, vornic; Nicolae Șoldan, postelnic. Însă odată cu venirea fanarioților, impuși de Poarta Otomană în Moldova, stăpânirea locală este încet-încet asuprită iar vechile familii boierești încep să decadă.
În 1717, în contextul războiului austro-turc, aristocrații moldoveni se văd nevoiți să aleagă între stăpânirea otomană, reprezentată de domnitorul Mihai Racoviță, și o guvernare austriacă a Împăratului Romano-German care dorea o expansiune spre est. Astfel, postelnicul Nicolae Șoldan, alături de Vasile Ceautul și Miron Cuza, sprijiniți de detașamente austriece, pornesc o răscoală împotriva domnitorului Mihai Racoviță, la care se alătură alți boieri moldoveni, în special cei din generația tânără, orientată către austrieci, ruși și poloni, considerați, la vremea aceea, mult mai civilizați decât otomanii și dorind o guvernare creștină și apuseană. Deși răscoala a fost înnăbușită, într-o ultimă încercare de a-i forța mâna lui Racoviță, Nicolae Șoldan, împreună cu ceilalți boieri, o răpește pe sora domnitorului și o trimite la Brașov ca prizonieră a austriecilor. După ce răsculații sunt complet învinși și arestați, Nicolae Șoldan este judecat și găsit principalul vinovat, deoarece, considerat cel mai învățat și influent boier dintre toți cei răsculați, Racoviță i-a imputat că el i-a „îndemnat și pre alții din cei mai proști de s-au făcut catane asemenea cu dânsul”. Așadar, postelnicului Șoldan i s-a confiscat întreaga avere, inclusiv moșia Dulceștiului, una dintre cele mai vechi aflate în stăpânirea Șoldăneștilor. După acest episod, familiile nobiliare pământene, deja disprețuite de către puterea otomană după alianța lui Brâncoveanu cu austriecii în Țara Românească și a lui Cantemir cu rușii în Moldova, și-au început declinul inevitabil în fața domnilor și boierilor fanarioți. Până la sfârșitul secolului al XVIII-lea, familia Șoldan este complet înlăturată din cercurile politice moldovene.